# Zwarte mis
Een zwarte mis verwijst gewoonlijk naar een ceremonie uit het satanisme, die als tegenhanger dient van de christelijke mis waarbij de naakte rug van een vrouw vaak als een altaar zou worden gebruikt. Het voornaamste doel ervan was het onteren van de hostie, wat binnen het christendom wordt gezien als een zware vorm van heiligschennis. Over hoe dit precies in zijn werk ging spreken verschillende bronnen elkaar tegen. In de middeleeuwen werd een zwarte mis vaak toegeschreven aan een heksensabbat. In de Satansbijbel beschrijft Anton Szandor LaVey dat, hoewel de zwarte mis wel onderdeel is van het satanisme, dit vooral als een vorm van psychodrama wordt gebruikt. Een zwarte mis wordt in dit boek omschreven als een parodie op de heilige rituelen van de katholieke kerk, maar de term kan in bredere zin worden toegepast op elke ceremonie die een satire vormt op een heilig ritueel uit wat voor religie dan ook.